# Slaný papír

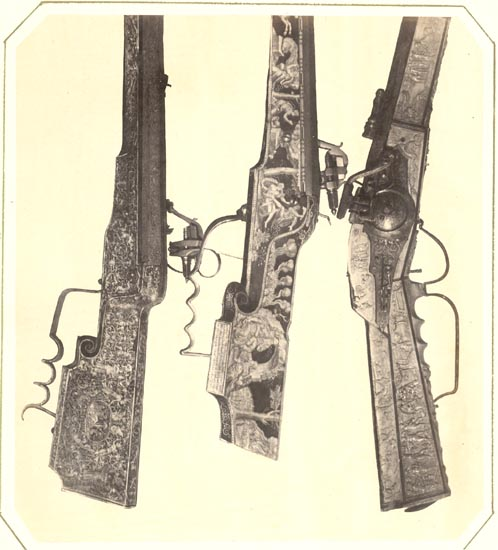
Tisk na slaném papíru, Andreas Groll, 1857

Slaný papír (německy Salzdruck, anglicky salt print, ale také photogenic drawing) je nejrozšířenější typ fotografického procesu - takzvaného pozitivního papíru, používaného v prvních dvaceti letech vývoje fotografie. Za vynálezce se považuje William Fox Talbot, který s ním experimentoval v letech 1834 až 1839 a pojmenoval jej kalotypie. Na podobném principu fungoval také přímý pozitivní tisk Hippolyta Bayarda z roku 1839 a také voskované papíry Gustava Le Graye. Metoda se používala v období od roku 1841 do 1860. Pak byl nahrazen albuminovým papírem, ale jeho doba přišla opět v letech piktorialismu (1890-1910).

## Princip
Talbot experimentoval s různými chemickými látkami, aby zachytil obraz, namáčel papír do chloridu sodného (slabého roztoku kuchyňské soli) a dusičnanu stříbrného. Z toho vznikl na světlo citlivý chlorid stříbrný. Pak na tyto impregnované papíry pokládal různé objekty a vystavoval na slunci. Již v roce 1834 Talbot touto metodou pořídil svůj první fotogram.
Obraz se pak ustaloval v horkém roztoku chloridu sodného, později thiosíranu sodného, tónoval se chloridem zlatitým.
Ve fotografických ateliérech padesátých let 19. století se na slané papíry pořizovaly kolorované portrétní fotografie ve stylu malířských miniatur.